# تفسير النعماني
تفسير النعماني هو كتاب شيعي في تفسير القرآن من تأليف محمد بن إبراهيم النعماني، تلميذ الكليني ، وهو خبر واحد مسند يُنسب إلى علي بن أبي طالب، في أنواع الآيات وأقسامها، وأمثلة الأقسام، اختصره الشريف المرتضى. ولقد استخدمه المجلسي في بحار الأنوار والحر العاملي في وسائل الشيعة يحتوي الكتاب على شرح مستمر لجميع آيات السور، وهو يشبه مقدمة تفسير القمي.